# Klugerella aragoi
Klugerella aragoi är en mossdjursart som först beskrevs av Jean Victor Audouin 1826.  Klugerella aragoi ingår i släktet Klugerella och familjen Cribrilinidae.

## Underarter
Arten delas in i följande underarter:
- K. a. aragoi
- K. a. pacifica
- K. a. zhoushanica